# 椎名舞 (Hime)
椎名 舞（しいな まい）は、日本のAV女優。アリスJAPANの椎名舞とは別人。

## 略歴
1996年にデビューし、2作品に出演した。
1996年9月に「Anti Heroine」でHime（ファミーホームソフト）からデビュー。
ビデオ雑誌に「下町の太陽」と形容された庶民的なイメージの美少女系AV女優で、企画ものを中心に制作していたファミーホームソフト初の美少女単体物として、ロケーションにも凝った2作品が制作された。
両作品とも監督の中山幸司とのかけあいを中心にしたドキュメント風の演出がなされている。

## 出演作品
- Anti Heroine（1996年9月28日、Hime）
- Adieu（1996年10月25日、Hime）